# 赤蛙螺
赤蛙螺（学名：Bufonaria rana），是异足目蛙螺科赤蛙螺属的一种。主要分布于越南、中国大陆、台湾，常栖息在大多岩礁性或砂质的浅海中，喜出没于珊瑚礁之间。